# Tetranychus bastosi
Tetranychus bastosi är en spindeldjursart som beskrevs av Tuttle, Baker och Fatima Sales 1977. Tetranychus bastosi ingår i släktet Tetranychus och familjen Tetranychidae. Inga underarter finns listade i Catalogue of Life.